# Schlachtgeschwader 152
Das Schlachtgeschwader 152 war ein Verband der Luftwaffe der Wehrmacht im Zweiten Weltkrieg. Als Schlachtgeschwader verfügte es über Flugzeuge vom Typ Focke-Wulf Fw 190, Henschel Hs 126, Henschel Hs 129 und Junkers Ju 87. Das Geschwader wurde während seiner gesamten Bestehenszeit als Ausbildungsgeschwader eingesetzt und hatte daher keine Kampfeinsätze.

## Geschichte
Die I. Gruppe des Schlachtgeschwaders 152 entstand am 15. November 1943 im besetzten Polen in Deblin-Irena (Lage) aus der Ergänzungs-Schlachtgruppe. Ein Geschwaderstab oder weitere Gruppen existierten nicht.
Anschließend verlegte die I. Gruppe im Januar 1944 in das besetzte Tschechien nach Prossnitz (Lage), wo sie bis zum 16. August 1944 blieb. Das Geschwader wurde während seiner gesamten Bestehenszeit als Ausbildungsgeschwader eingesetzt. Im Mai 1944 bildete es ein Einsatzkommando aus erfahrenen Ausbildern, das dem Jagdfliegerführer Ostmark zur Luftraumverteidigung unterstellt wurde. Am 16. August 1944 wurde die I. Gruppe in IV. Gruppe des Schlachtgeschwader 151 umbenannt.

## Gruppenkommandeur
- Hauptmann Georg Dörfel, 15. November 1943 bis März 1944[4]
- Hauptmann Karl Kennel, 3. Juli 1944 bis 16. August 1944[5]